# Келмак
Келмак (рум. Chelmac) — село у повіті Арад в Румунії. Входить до складу комуни Коноп.
Село розташоване на відстані 376 км на північний захід від Бухареста, 44 км на схід від Арада, 62 км на північний схід від Тімішоари.

## Населення
За даними перепису населення 2002 року у селі проживали 380 осіб, з них 375 осіб (98,7%) румунів. Рідною мовою 375 осіб (98,7%) назвали румунську.